# Самойлов, Иван Дмитриевич
Иван Дмитриевич Самойлов (неизвестно — не ранее 1942) — советский деятель органов внутренних дел, начальник 2-й Омской школы административно-милицейских работников НКВД СССР (1928—1936), начальник Саратовской школы милиции ГУРКМ НКВД СССР (1936—1942), майор милиции.

## Биография
С 1913 года в Русской императорской армии. В 1918 году перешёл на сторону Рабоче-крестьянской Красной Армии, где занимал различные командные должности вплоть до командира полка.
В декабре 1928 года назначен исполняющим обязанности начальника 2-й Омской школы административно-милицейских работников НКВД СССР. С марта 1929 года по декабрь 1936 года — начальник 2-й Омской школы административно-милицейских работников НКВД СССР.
С 1936 по 1942 годы состоял в должности начальника Саратовской школы милиции Главного управления рабоче-крестьянской милиции НКВД СССР.

## Звания
- На 1936 год — лейтенант милиции
- На 1942 год — майор милиции